# Hans Naumann (Mediävist)
Hans Naumann (* 13. Mai 1886 in Görlitz; † 25. September 1951 in Bonn) war ein deutscher germanistischer Mediävist und Volkskundler.

## Leben
Hans Naumann war Sohn des Rittergutpächters Robertus Naumann und Clara Naumann. Er besuchte in Görlitz und Zittau das Gymnasium. Nach einem Germanistikstudium in München, Kiel, Berlin und Straßburg wurde er 1911 mit der von Rudolf Henning betreuten Dissertation Altnordische Namenstudien promoviert und habilitierte sich bereits 1913 mit einer weithin beachteten Schrift über Notkers Boethius. Während des Ersten Weltkriegs wurde er kurz zum Wehrdienst eingezogen und war dort unter anderem Redakteur der Kriegs-Woche.
Hans Naumann war ab 1919 außerordentlicher Professor für Volkskunde an der Universität Jena. Von 1921 bis 1931 war er Professor für Ältere Germanistik und Volkskunde an der Universität Frankfurt am Main und von 1932 bis 1945 Ordinarius an der Universität Bonn.
Nach der Machtergreifung der Nationalsozialisten trat er zum 1. Mai 1933 der NSDAP bei (Mitgliedsnummer 2.086.867). Er war einer der Hauptakteure und Redner bei der nationalsozialistischen Bücherverbrennung am 10. Mai 1933 und rief bei der Brandrede: „Wir rufen nach dem neuen deutschen Schrifttum! Heil dem obersten Führer! Heil Deutschland!“. 1934 war Naumann für ein halbes Jahr Rektor der Universität Bonn. Im selben Jahr publizierte er unter anderem die Bücher Germanischer Schicksalsglaube sowie Kampf wider den undeutschen Geist.
Er gehörte 1934 zu den Gründern des Ausschusses für Rechtsphilosophie an der von Hans Frank initiierten NS-Akademie für Deutsches Recht. Während des Zweiten Weltkriegs beteiligte sich Naumann am NS-Projekt Kriegseinsatz der Geisteswissenschaften.
Zu Naumanns Doktoranden gehören Theodor Scharmann, Maximilian Ittenbach und Werner Betz.
Hans Naumann gehörte wie Adolf Bartels, Heinz Kindermann, Franz Koch, Hellmuth Langenbucher, Walther Linden (1895–1943), Arno Mulot und Josef Nadler zu den führenden Literaturwissenschaftlern des „Dritten Reiches“, die immer wieder zu einer „neuen ‚nationalsozialistischen Dichtung‘“ aufriefen. 1946 wurde Naumann als Professor entlassen.
In der SBZ wurden verschiedene seiner Publikationen, wie Das Weltbild der Germanen (Leipzig: Eichblatt 1935) Deutschland und Italien.  Ansprache zur Feier des 50. Geburtstags des Führers (Bonner Univ. Buchdr. 1939), Hans Naumann und Eugen Lüthgen: Kampf wider den undeutschen Geist (Bonner Univ. Buchdr. 1933), Der Hohe Mut und das Freie Gemüte (Bonner Univ. Buchdr. 1934) und sein 1932 entstandenes Buch Deutsche Nation in Gefahr (Stuttgart: Metzler 1932) in die Liste der auszusondernden Literatur aufgenommen. In der DDR folgten noch Rede zum Geburtstag des Führers. Germanische Götterlieder (Bonner Univ. Buchdr. 1937) sowie Germanisches Vermächtnis (Weimar: Böhlau 1943).

## Theorie vom gesunkenen Kulturgut
Er wurde vor allem durch seine Theorie bekannt, dass Oberschichten Kulturgut erfinden und dieses zeitlich versetzt von den nicht innovativen Unterschichten (vulgus) übernommen wird. Damit wandte sich Naumann gegen die verbreitete romantische Vorstellung, das einfache Volk sei eine unverfälschte Quelle wahrhaft volkstümlicher Kultur. 
Wilhelm Fraenger beschäftigte sich Mitte der 1920er Jahre ausführlich mit Naumanns Theorie vom gesunkenen Kulturgut, die er zu widerlegen versuchte. Naumanns Theorie von der Polarität zwischen Volks- und Hochkultur hielt er entgegen, dass das „einfache“ Volk bei der Übernahme von Bildungswerten auch eine eigene Kulturleistung einbringe.
Eduard Hoffmann-Krayer widersprach ebenfalls Naumanns Theorie. Wolfgang Emmerich wirft Naumann vor, den Gegensatz von Ober- und Unterschicht verewigt und damit die Herrenmenschen-Theorie der Nationalsozialisten vorbereitet zu haben.

## Schriften (Auswahl)
- Altnordische Namenstudien (= Acta Germanica. Neue Reihe, Heft 1). Mayer & Müller, Berlin 1912 (online bei Internet Archive).
- Notkers Boethius. Untersuchungen über Quellen und Stil (= Quellen und Forschungen zur Sprach- und Culturgeschichte der germanischen Völker. Bd. 121). Trübner, Straßburg 1913; – Nachdruck: De Gruyter, Berlin / Boston 2018.
- Primitive Gemeinschaftskultur. Beiträge zur Volkskunde und Mythologie, Jena 1921.
- Grundzüge der deutschen Volkskunde, Leipzig 1922.
- Germanischer Schicksalsglaube. 1934.
- Kampf wider den undeutschen Geist. 1934.
- Deutsche Volkskunde in Grundzügen, Leipzig 1935.
- Das Weltbild der Germanen, Leipzig 1935.
- Karls germanische Art, in: Karl der Große oder Charlemagne? Acht Antworten deutscher Geschichtsforscher. Berlin 1935.